# Den selvforsynende landsby
Den Selvforsynende Landsby er et økobofællesskab på Sydfyn. Det skal med tiden bestå af 26 huse byggede i miljøvenlig stil, og beboerne forsynes af et lille landbrug/havebrug, der drives permakulturelt. 

## Eksterne links
- selvforsyning.dk – Den Selvforsynende Landsbys website Arkiveret 5. april 2007 hos  Wayback Machine